# Stepangród
Stepangród (ukr. Степангород, Stepanhorod) – wieś na Ukrainie, w obwodzie rówieńskim, w rejonie waraskim, w hromadzie Włodzimierzec, nad Stubłą. W 2001 roku liczyła 1821 mieszkańców.